# Маттен-бай-Інтерлакен
Маттен-бай-Інтерлакен (нім. Matten bei Interlaken) — громада  в Швейцарії в кантоні Берн, адміністративний округ Інтерлакен-Обергаслі.

## Географія
Громада розташована на відстані близько 45 км на південний схід від Берна.
Маттен-бай-Інтерлакен має площу 5,9 км², з яких на 20,9% дозволяється будівництво (житлове та будівництво доріг), 21,2% використовуються в сільськогосподарських цілях, 56,8% зайнято лісами, 1,2% не є продуктивними (річки, льодовики або гори).

## Демографія
2019 року в громаді мешкало 4115 осіб (+8,8% порівняно з 2010 роком), іноземців було 20,5%. Густота населення становила 696 осіб/км².
За віковим діапазоном населення розподілялося таким чином: 16,2% — особи молодші 20 років, 62% — особи у віці 20—64 років, 21,8% — особи у віці 65 років та старші. Було 1945 помешкань (у середньому 2,1 особи в помешканні).
Із загальної кількості 1278 працюючих 40 було зайнятих в первинному секторі, 195 — в обробній промисловості, 1043 — в галузі послуг.